# 成田千空
成田 千空（なりた せんくう、1921年3月31日 - 2007年11月17日）は、日本の俳人。青森県青森市出身。本名は力(ちから)。

## 経歴
青森工業学校（現・青森県立青森工業高等学校）卒業。上京して富士航空計器株式会社に就職するが、肺結核に罹患し帰郷。療養中に文学への関心を深めるなかで俳句に傾倒していく。郷土俳句を提唱する高松玉麗(たかまつぎょくれい)主宰の俳句結社「松濤社」(しょうとうしゃ)に入会するも1年余りで退会。1943年、幹事の吹田孤蓬(すいたこほう)に誘われ青森俳句会に参加する。超結社の同人組織である青森俳句会は「俳句論から必ず文学論や芸術論になる」楽しい句会で、若い千空は自由闊達な空気を感じながら養分を吸収した。
1945年、青森空襲で焼け出され母の実家のある飯詰村(いいづめむら)に移住、その地で敗戦を迎えた。1946年孤蓬らが創刊した同人誌「暖鳥」と中村草田男主宰「萬緑」に参加。開墾と農業に従事しながら地方と中央の俳誌に作品を問う生活のなかで俳句に生きる人生の礎を築いた。
1950年、五所川原市新町に暖鳥文庫を開き本格的に俳人として活動をはじめる。以来、この地を永住の地としてひたすらに一句の成就を求め、俳壇史に確かな足跡を残した。1988年「萬緑」の選者、2001年からは代表に就任し、生涯の師・中村草田男の文学精神の継承に尽力した。
戦後から平成にわたって俳人として生涯を全うした千空は、地方の俳句界のみならず、文化振興を牽引する存在であった。享年86歳。

## 受賞・栄典
- 1953年　第一回萬緑賞
- 1980年　第一回青森県文芸協会賞
- 1987年　第二十九回青森県文化賞
- 1989年　第二十八回俳人協会賞（『人日』）
- 1989年　第四十二回東奥賞
- 1996年　勲五等瑞宝章
- 1998年　第三十二回蛇笏賞[12][2]（『白光』）
- 2001年　第十六回詩歌文学館賞（『忘年』）
- 2004年　第一回みなづき賞
- 2004年　五所川原市名誉市民[12]

## 著作

### 句集
- 『地霊　成田千空句集』青森俳句会　1976年

- 『人日』（あおもり選書1）青森県文芸協会出版部　1988年
- 『人日』〈特装版　限定100部〉青森県文芸協会出版部　1988年
- 『地霊』〈再版〉（あおもり選書2）青森県文芸協会出版部　1988年
- 『天門』（あおもり選書11）青森県文芸協会出版部　1994年
- 『白光』（今日の俳句叢書41）角川書店　1997年
- 『白光』〈再版〉（あおもり選書15）青森県文芸協会出版部　1998年
- 『忘年』（花神俳人選）花神社　2000年
- 『十方吟』（角川俳句叢書38）角川書店　2007年

### 共著
- 『句集　海流』青森俳句会　1944年
- 『句集　修羅落し』森の会　1961年
- 『句集　風祭』森の会　1962年
- 『句集　氷塔』森の会　1963年

### その他
- 『現代俳句集』Ⅱ　琅玕洞　1956年
- 『現代俳句全集』第4巻　みすず書房　1958年
- 『成田千空句集』（戦後俳句作家シリーズ14）海程戦後俳句の会　1970年
- 『現代俳句大系』第15巻（昭和50年～昭和54年）角川書店　1981年

### 没後刊行
- 『成田千空集』（脚註名句シリーズⅡ-7）萬緑運営委員会編　俳人協会　2011年
- 『成田千空句集』（東奥文芸叢書　俳句22）東奥日報社　2015年
- 『千空句帖』（青森文芸ブックレット③）文学で青森を応援する会編　青森文芸出版　2016年
- 『合本成田千空句集』俳人成田千空研究会編　青森文芸出版　2019年